# 特里科
特里科（法語：Tricot，法語發音：[tʁiko]）是法国瓦兹省的一个市镇，位于该省北部，属于克莱蒙区。

## 地理
特里科（49°33'40"N, 2°35'20"E）面积11.91 平方千米，位于法国上法蘭西大區瓦兹省，该省份为法国北部内陆省份，北起索姆省，西接厄尔省和滨海塞纳省，南至塞纳-马恩省和瓦兹河谷省，东临埃纳省。
与特里科接壤的市镇（或旧市镇、城区）包括：勒普卢瓦龙、夸夫雷勒、库尔塞勒埃帕耶勒、勒弗雷图瓦-沃、戈当维莱、梅里拉巴塔耶、蒙热兰。

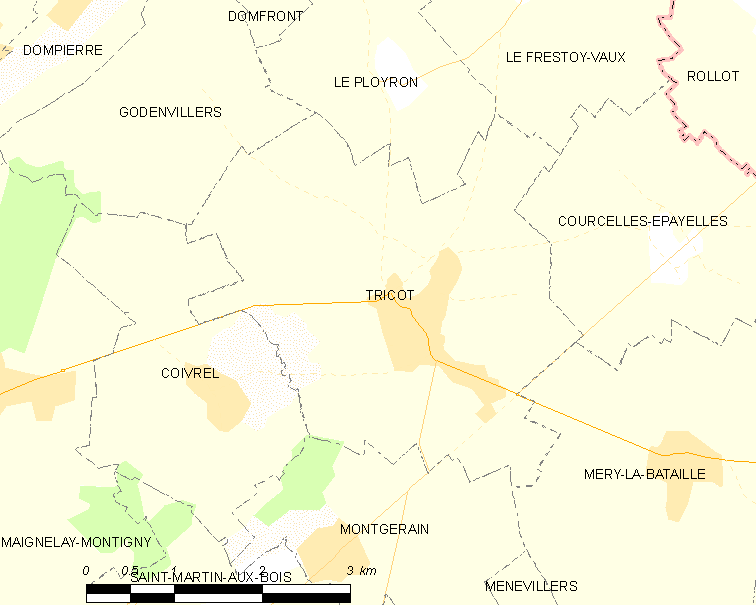
特里科的OSM定位图

特里科的时区为UTC+01:00、UTC+02:00（夏令时）。

## 行政
特里科的邮政编码为60420，INSEE市镇编码为60643。

## 政治
特里科所属的省级选区为埃斯特雷圣但尼县。

## 人口

1962-2008年间特里科人口变化图示

特里科于2022年1月1日时的人口数量为1378人。